# Taylor Tomlinson

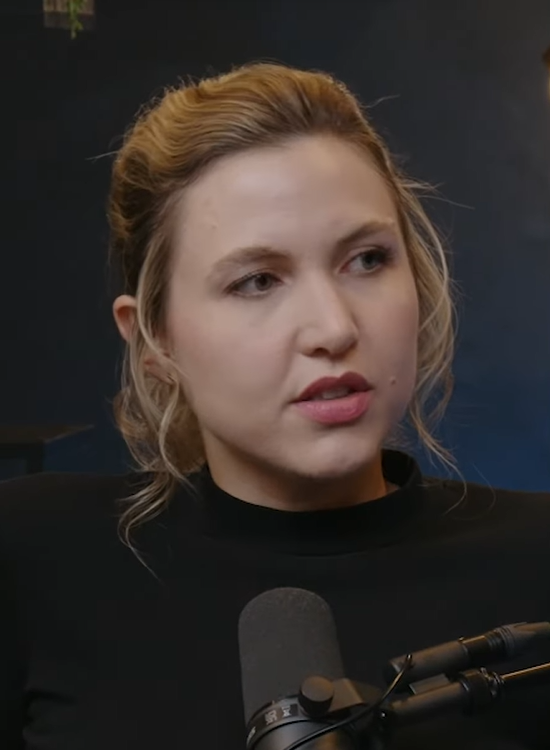
Taylor Tomlinson, 2023

Taylor Elyse Tomlinson (* 4. November 1993 in Orange County, Kalifornien) ist eine US-amerikanische Stand-up-Comedienne.

## Leben
Tomlinson wuchs in Kalifornien mit drei jüngeren Geschwistern in einer fundamentalistisch-christlichen Familie auf. Ihre Mutter starb an Krebs, als Tomlinson acht Jahre alt war. Im Alter von 16 Jahren begann sie mit Stand-up-Comedy. Nach dem Abschluss der Temecula Valley High School begann sie Studien an der California Polytechnic State University in San Luis Obispo und später der California State University, San Marcos, die sie zugunsten ihrer Comedy-Karriere aufgab.
2015 nahm sie an der neunten Staffel der NBC-Talentshow Last Comic Standing teil. Auf Netflix wurde 2020 ihr Special Quarter Life Crisis, 2022 Look At You und 2024 Have It All veröffentlicht, außerdem hatte sie einen Vertrag für ein weiteres Netflix-Specials unterzeichnet. 2021 listete Forbes sie als eine der 30 Under 30 in der Kategorie Hollywood & Entertainment.
Im November 2023 gab Stephen Colbert in der Late Show with Stephen Colbert bekannt, dass sie ab Anfang 2024 auf CBS ihre eigene, von Colbert mitproduzierte Show After Midnight anschließend an Colberts Sendung präsentieren soll. Mit ihrer Sendung löste sie James Corden mit seiner Late Late Show with James Corden ab. Im März 2025 gab CBS die Einstellung von After Midnight bekannt.
Auf TikTok hatte sie mit Stand November 2023 2,5 Millionen Follower und auf Instagram rund 1,4 Millionen. In ihren Programmen thematisiert sie unter anderem ihre streng religiöse Familie und eigene psychische Probleme mit Depressionen und einer bipolaren Störung.

## Filmografie (Auswahl)
- 2015: Last Comic Standing (Fernsehserie, drei Episoden)
- 2018: The Comedy Lineup (Fernsehserie, eine Episode)
- 2020: Taylor Tomlinson: Quarter-Life Crisis
- 2020: New Couple Gets Quarantined (Mini-Serie)
- 2022: Taylor Tomlinson: Look At You
- 2024: Taylor Tomlinson: Have It All
- seit 2024: After Midnight